# Burg Dinslaken

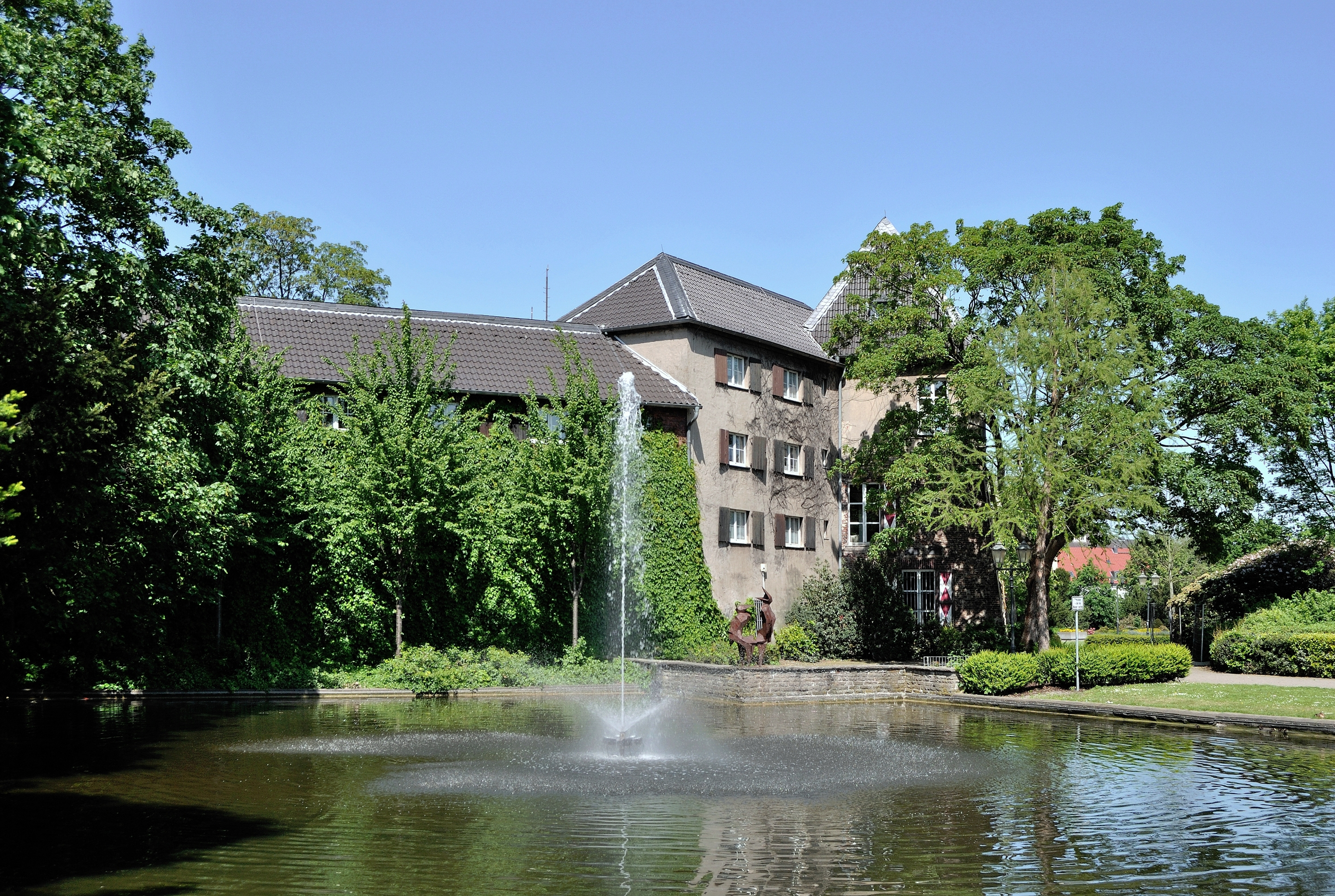
Burg Dinslaken, Ansicht von Südwesten

Die Burg Dinslaken, früher auch Kastell Dinslaken genannt, ist eine Burganlage in der nordrhein-westfälischen Stadt Dinslaken und zugleich ihre Keimzelle. Auf einer Erhebung im ehemaligen Sumpfgebiet zwischen Rhein, Rotbach, Emscher und Lippe wahrscheinlich als Motte errichtet, war sie im Mittelalter eine der wichtigsten klevischen Landesburgen. In der frühen Neuzeit sank ihre Bedeutung, und die Anlage wurde fast nur noch als Sitz von Rentmeistern und Richtern genutzt. Mehrfach durch Brände beschädigt, erfolgten im 17. und 18. Jahrhundert immer wieder Aus- und Umbauten an der Burg, ehe sie zu Beginn des 20. Jahrhunderts von der Stadt Dinslaken erworben und zum Kreishaus umgebaut wurde. Nach schweren Schäden im Zweiten Weltkrieg wurde das Kastell in modernen Formen wiederaufgebaut und dient heute unter anderem als Rathaus der Stadt. Es steht seit dem 4. April 1984 als Baudenkmal unter Denkmalschutz.

## Geschichte

### Anfänge
In einer Urkunde aus dem Jahr 1163 wurde mit Antonius de Dincelachen erstmals jemand genannt, der sich nach der damaligen Burg benannte. Es ist allerdings möglich, dass diese Urkunde eine Fälschung ist, die erst Anfang der 1190er Jahre angefertigt wurde. Antonius entstammte einem Ministerialengeschlecht und verwaltete die Burg, gemäß einer anderen Urkunde aus der Zeit zwischen 1188 und 1191 als castellanus. Aus den erhaltenen Schriftstücken ist allerdings nicht ersichtlich, in wessen Namen Antonius das Verwalteramt ausübte. Möglicherweise war Dinslaken Reichsgut und die damalige Anlage somit eine Reichsburg. Über ihr Aussehen in jener Zeit ist zwar nichts bekannt, aber die Forschung hält es für wahrscheinlich, dass es sich um eine Motte handelte, die im 12. Jahrhundert – vielleicht schon um 1100 – errichtet worden war. Ein archäologischer Nachweis für diese erste Anlage fehlt jedoch bisher.
Für das 13. Jahrhundert sind mehrere Burggrafen für Dinslaken belegt, so zum Beispiel 1226 ein Rutgerus sowie um die Mitte des 13. Jahrhunderts Heinrich, der gemeinsam mit seinen beiden Brüdern Philipp und Gottfried mehrfach in Urkunden genannt wurde. Deren Familie verlor das Burggrafenamt nach 1263 und wurde anscheinend durch den Grafen Dietrich V. von Kleve verdrängt, der Dinslaken seinem Herrschaftsbereich einverleibte. Frühere Darstellungen, Dinslaken sei durch die Heirat Dietrichs IV. von Kleve mit einer Dinslakener Erbtochter namens Mathilde in den Besitz des Grafenhauses gelangt, lassen sich historisch nicht belegen. Südlich der Burg entstand wahrscheinlich schon früh eine Siedlung, die 1273 unter Dietrich V. Stadtrechte erhielt.

### Unter den Klever Grafen und Herzögen

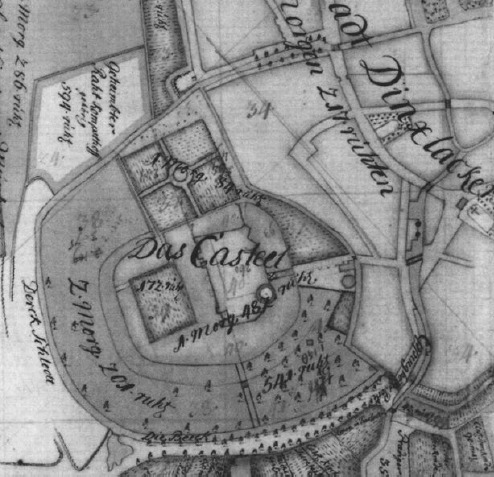
Burg Dinslaken auf der klevischen Katasterkarte

Im 14. Jahrhundert diente die Anlage dem Klever Grafenhaus als Witwensitz und Pfandobjekt. So ist überliefert, dass sie zeitweise an Everwin von Götterswick verpfändet war, und Mechthild von Virneburg, die junge Witwe Ottos von Kleve, erhielt Stadt und Burg Dinslaken mit etlichen Gerichten und Höfen in der Umgebung als Wittum. Sie bezog dort nicht nur Einkünfte, sondern wohnte auch auf der Burg und übte die Herrschaft aus. 1337 verkaufte sie die Rechte an Dinslaken ihrem Schwager Johann von Kleve, der die Burg im Jahr darauf an seinen Bruder, den Grafen Dietrich VII., übergab, sodass die Anlage wieder unter klevischer Herrschaft stand. Nachfolgend wurde sie nicht mehr als Wohnsitz der Grafenfamilie genutzt, sondern nur noch als Amtssitz und Verwaltungszentrum.
Nach dem Tod des Grafen Johann von Kleve konnte sich Adolf III. von der Mark als sein Nachfolger durchsetzen, musste aber die rechtsrheinischen Gebiete der Grafschaft an seine beiden Brüder Dietrich und Engelbert abtreten. Dinslaken gelangte auf diese Weise 1371 an Dietrich I. von der Mark, der die Burg wieder ab und zu als Wohnsitz nutzte und dort sogar Münzen prägen ließ. Nachdem er seine Rechte an Burg und Stadt im Frühjahr 1404 gegen eine Entschädigung an seinen Neffen, Graf Adolf II., abgetreten hatte, gehörte die Burg erneut zur Grafschaft Kleve. Von nun an wurde sie wieder hauptsächlich als Verwaltungssitz genutzt, auf dem klevische Rentmeister saßen. Trotzdem ließ Adolph II. die Anlage um 1420 deutlich ausbauen und mit einem markanten Burgturm versehen. Sie diente nämlich auch als rechtsrheinische Bastion der Klever Grafen gegen das Erzstift Köln und wurde von ihnen bis in das 16. Jahrhundert auch noch bei gelegentlichen Jagdausflügen besucht.
Während der Soester Fehde wurde die Burg Dinslaken 1444 ein letztes Mal zeitweilig vom Klever Territorium abgetrennt, als der nunmehrige Herzog Adolph II. seinen jüngsten Sohn Johann vom burgundischen Hof zurückholte, um ihm die Kriegsführung gegen den Kölner Erzbischof Dietrich II. von Moers zu übertragen. Als standesgemäße Ausstattung erhielt der Sohn die rechtsrheinischen klevischen Gebiete von Duisburg bis Rees und damit auch Dinslaken. Die Besitzungen samt der Burg kehrten aber nur vier Jahre später ins Herzogtum zurück, als Johann von Kleve seinem Vater als Herzog nachfolgte. Für Ende des 15. Jahrhunderts ist verbürgt, dass die Gebäude derweil reichlich heruntergekommen waren, 1495/1496 waren viele Renovierungsarbeiten nötig. Zusätzlich beschädigte ein Feuer die Anlage im Jahr 1517. Vermutlich wurde nach diesem Vorfall der Nordwestflügel der Burg errichtet. Der Rundturm diente im 16. Jahrhundert mehrfach als Gefängnis. Unter anderem war dort von 1516 bis 1521 die vermeintliche Hexe Ulant Dammartz festgesetzt und von 1574 bis 1580 der Wiedertäufer Jan Willemsen eingesperrt, ehe er hingerichtet wurde.

### Vom 17. Jahrhundert bis heute

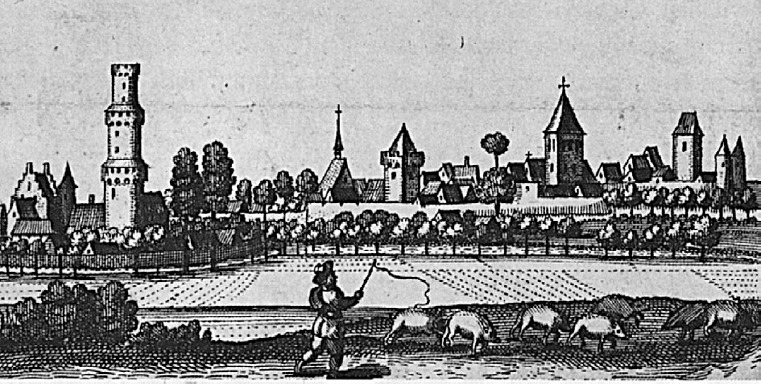
Kupferstich mit Burg und Stadt Dinslaken, nach einer Zeichnung von Hendrick Feltman, ca. 1660

Nach dem Aussterben des Herzogshauses 1609 folgte der Jülich-Klevische Erbfolgestreit, der 1666 schließlich darin mündete, dass Dinslaken an das Kurfürstentum Brandenburg fiel. Für das 17. Jahrhundert ist belegt, dass im Saal der Burg ab 1612 gelegentlich reformierte Gottesdienste abgehalten wurden. Die oft behauptete Zerstörung der Anlage im Jahr 1627 während des Dreißigjährigen Kriegs durch niederländische Truppen wird hingegen nicht durch Urkunden gestützt. Ein Bericht von 1629 spricht lediglich von einem allgemein schlechten baulichen Zustand. Kurz vor 1650 wurde zudem der Helm des Hauptturms durch einen Brand zerstört und dabei die Dächer von Torhaus und Schreibstube schwer beschädigt. Umbauten an der Burg erfolgten im 17. und 18. Jahrhundert mehrfach. Möglicherweise entstand bei diesen Arbeiten im 17. Jahrhundert der Nordostflügel der Anlage. Der Südwestflügel mit seinen Wirtschaftsgebäuden wurde 1709 errichtet.

Die abgebrannte Burg im Jahr 1909

1820 stürzte ein Teil des großen Turms ein, denn er war 1770 durch Blitzschlag schwer beschädigt und danach nicht repariert worden. 1820 wurden seine Reste vollständig niedergelegt. Am 19. Februar 1839 kam auf der Burg der bekannte Kulturpolitiker Friedrich Althoff zur Welt. Seine Familie mütterlicherseits, die Familie von Buggenhagen, besaß das Dinslakener Kastell zu jener Zeit in der zweiten Generation. 1853 verkaufte sie die Burg an Friedrich de Fries, der sie landwirtschaftlich nutzte und in den Gebäuden eine Schnapsbrennerei einrichtete. 1859 gab es Pläne, die Anlage als Irrenanstalt zu nutzen, sie wurden aber wieder fallengelassen. Auch das Vorhaben, dort eine Fortbildungsschule unterzubringen, wurde nicht verwirklicht. 1906 erwarb die Stadt Dinslaken die Burganlage und ließ sie von 1907 bis 1909 umbauen, um sie anschließend als Sitz der Kreisverwaltung nutzen zu können. Dabei wurde nicht nur im Nordwestflügel eine Wohnung für den Landrat eingerichtet, sondern auch Wirtschaftsgebäude niedergelegt, um an ihrer Stelle ein neues Gebäude mit Verwaltungsräumen und Sitzungssaal zu bauen. Im April 1909 sollte der Verwaltungsbetrieb aufgenommen werden, doch in der Nacht vor der Einweihung brannte die Anlage vom 6. auf den 7. April 1909 nieder. Der Wiederaufbau erfolgte sofort, und im Herbst desselben Jahres konnte die Kreisverwaltung ihr neues Domizil beziehen.
Während des Zweiten Weltkriegs wurde die Burg – genauso wie die Stadt – im März 1945 fast völlig zerstört. Von April 1950 bis 1952 erfolgte zwar ein Wiederaufbau auf altem Grundriss, jedoch in mehrheitlich modernen Formen. Einige ältere Bauteile blieben trotzdem erhalten. Noch bis zur Auflösung des Kreises Dinslaken im Jahr 1974 diente die Anlage als Kreishaus. Seit 1984 beherbergt sie Teile des Rathauses, das Standesamt und das Stadtarchiv.

## Beschreibung

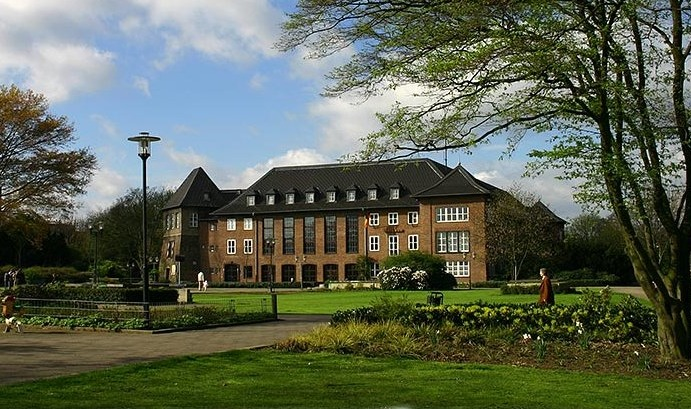
Nordostansicht der Burg

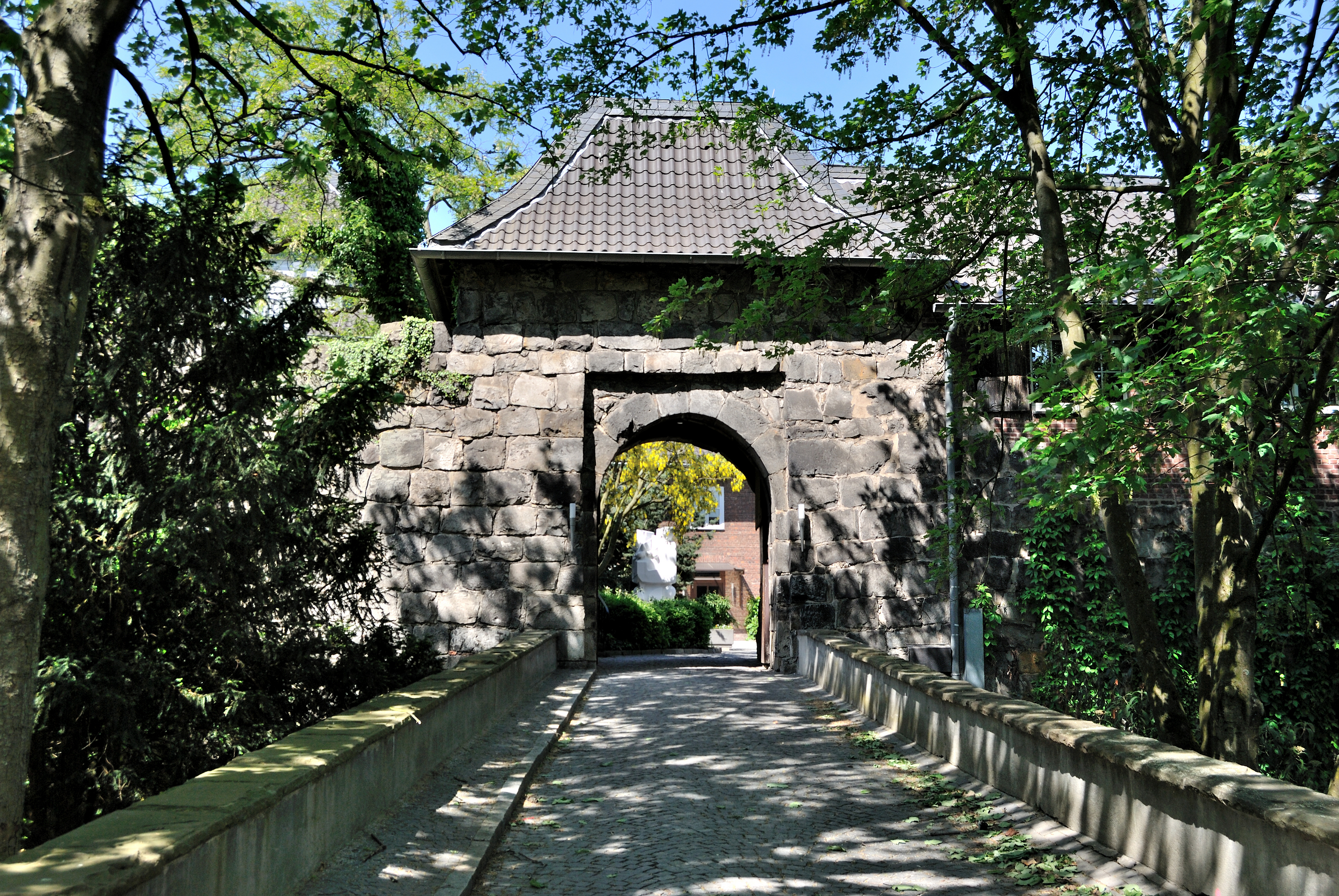
Torbau

Die Burg steht mitten in Dinslaken und ist eine vierflügelige Anlage mit unregelmäßigem Grundriss. Sie ist vom Dinslakener Stadtpark umgeben, in dem westlich der Burg seit 1934 die Freilichtbühne des Burgtheaters Dinslaken liegt. Durch die weitgehende Zerstörung im Zweiten Weltkrieg ist alte Bausubstanz heute nur noch an der Südostseite mit Turmstumpf, Torbau und einem Vierecksturm an der Ostecke vorhanden. Vor dieser Seite liegt ein Teich, welcher der einzige Rest des ehemaligen Wassergrabens ist.
Die klevische Katasterkarte aus dem Jahr 1734 zeigt die Burg Dinslaken noch als Dreiflügelanlage, die ringsum von breiten, vom Rotbach gespeisten Wassergräben umgeben ist. Der Burggraben schloss im Norden eine viereckige Garteninsel mit ein. Zusätzlich lag östlich des Burggrabens ein formaler Garten. Der zweigeschossige Nordostflügel stammte wohl aus der ersten Hälfte des 16. Jahrhunderts und besaß Staffelgiebel sowie an der Hofseite einen Treppenturm. Der zweigeschossige Nordwestflügel mit seinen hohen Fenstern war vielleicht im 17. Jahrhundert errichtet worden. Er besaß ein Walmdach mit kleinem Dachreiter. Markantestes Bauteil der Burg war jedoch seit dem 15. Jahrhundert der runde Hauptturm, dessen Höhe auf 40 Meter geschätzt wird. Er bestand aus drei Partien, deren Mauerwerk vermutlich aus Backstein bestand und die mit zunehmender Höhe einen kleineren Durchmesser hatten. Sie besaßen alle gedeckte, vorkragende Wehrgänge und waren früher vermutlichen von einem spitzen Helm abgeschlossen. Der Turm beherbergte lange Zeit ein Gefängnis, in dem auch peinliche Befragungen vorgenommen wurden, denn die Burg Dinslaken fungierte zugleich als Sitz eines Richters.
Von dem Hauptturm ist heute nur noch ein in der Nachkriegszeit wiederaufgemauerter Stumpf zu sehen. Er steht an der Südecke der Burg direkt neben dem Torbau der Anlage. Zu diesem führen aus südlicher Richtung eine 46 Meter lange Rampe und eine anschließende zweibogige Brücke. Sie bestehen – ebenso wie das Tor und die Fundamente des Rundturms – aus großen, grob behauenen Basaltquadern. Das rundbogige Tor ist von einem flachen Walmdach abgeschlossen und zeigt noch die Blende der einstigen Zugbrücke. Vermutlich war es früher mit einem Fallgatter ausgestattet. Der Bau kann in die Zeit um 1250 datiert werden und ist damit eines der wenigen erhaltenen Burgtore aus dem 13. Jahrhundert am Niederrhein. An der Ostecke der Anlage besaß der wuchtige Vierecksturm bis zu seiner Kriegszerstörung ein Untergeschoss mit 2,30 Meter dicken Mauern und einem Tonnengewölbe aus Tuffsteinplatten. Dieser Teil könnte noch aus dem 12. Jahrhundert gestammt haben und der Rest eines Wohnturms gewesen sein.